# فابیو سیلوا
فابیو سیلوا (انگلیسی: Fábio Silva؛ زادهٔ ۳۱ مارس ۱۹۸۲) شرکت‌کننده مسابقات هنرهای رزمی ترکیبی اهل برزیل است. او در سال ۲۰۰۳ به عنوان یک مبارز حرفه‌ای شناخته شد و رکورد ۱۰ پیروزی و ۳ شکست را کسب کرده است.